# LulzRaft
LulzRaft est le nom d'un hacker ou d'un groupe pirates informatiques qui a attiré l'attention internationale en 2011 en raison d'une série d'attaques très médiatisées contre des sites web canadiens. Leurs cibles incluent le Parti conservateur du Canada et Husky Energy.
Le 7 juin 2011, LulzRaft a revendiqué la responsabilité du piratage du site web du Parti conservateur du Canada et de la publication d'une fausse histoire sur le Premier ministre canadien Stephen Harper. Les pirates ont publié une alerte sur le site affirmant que Harper s'était étouffé avec une pomme de terre rissolée pendant son petit-déjeuner et avait été transporté par avion à l'hôpital général de Toronto. L'histoire en a trompé beaucoup, y compris le député canadien Christopher Alexander, qui a diffusé l'histoire sur Twitter. Un porte-parole du Premier ministre a rapidement démenti cette histoire.
LulzRaft a de nouveau ciblé le Parti conservateur le 8 juin 2011, assumant la responsabilité d'une violation réussie d'une base de données contenant des informations sur les donateurs du parti. Les informations consultées par le groupe, y compris les noms des donateurs ainsi que leurs adresses personnelles et e-mail. LulzRaft a déclaré plus tard que le parti disposait d'une « sécurité terrible » et que pour l'intrusion, il avait utilisé des méthodes très basiques. LulzRaft aurait également piraté le site web de Husky Energy le même jour. Ils ont inséré un avis promettant de l'essence gratuite aux utilisateurs qui utilisaient le code promo « hash-browns », affirmant qu'il s'agissait d'un geste de bonne volonté destiné à apaiser les conservateurs offensés par leurs précédentes attaques. 
Bien que certains commentateurs aient émis l'hypothèse que le groupe est motivé par une aversion pour le parti conservateur, LulzRaft a déclaré qu'il s'agissait d'un groupe non partisan avec une aversion générale pour les politiciens. On ne sait pas si le groupe est lié à LulzSec, bien que certains médias aient évoqué des spéculations selon lesquelles les attaques de LulzRaft auraient été inspirées par effet de copie.

## Sources et références
1. ↑  « Online donors' data breached: Conservatives », CBCNews,‎ 8 juin 2011 (lire en ligne, consulté le 10 juin 2011)
2. ↑  Daniel Proussalidis, « Anti-Tory hackers strike again », Toronto Sun,‎ 8 juin 2011 (lire en ligne, consulté le 9 juin 2011)
3. ↑  Steven Chase, « Hackers take another jab at Tories on heels of Harper choking hoax », The Globe and Mail,‎ 8 juin 2011 (lire en ligne, consulté le 10 juin 2011)